# Jakob Myrberg

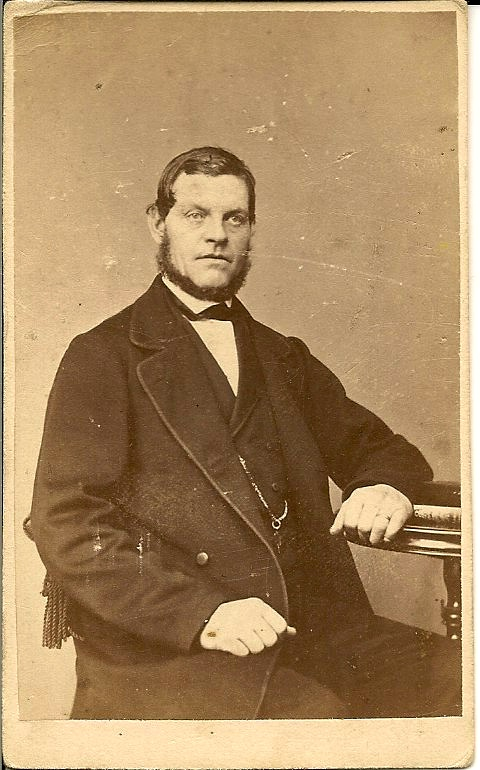
Jakob Myrberg i Ängsholm fotograferad 1866 av Augusta Sevelius.

Jakob Myrberg (i riksdagen kallad Myrberg i Ängsholm), född 18 mars 1822 i Kila församling, Västmanlands län, död 18 november 1896 i Västerfärnebo församling, Västmanlands län, var en svensk riksdagsman.
Myrberg företrädde bondeståndet i Norrbo och Vagnsbro härader av Västmanlands län vid ståndsriksdagen 1865/66. Han var därunder suppleant i bevillningsutskottet och i förstärkta statsutskottet.